# 630
Раннє Середньовіччя. Триває чума Юстиніана. У Східній Римській імперії продовжується правління Іраклія. Частина території Італії належить Візантії, на решті лежить Лангобардське королівство. Франкське королівство об'єдналося під правлінням Дагоберта I. Іберію займає Вестготське королівство. В Англії триває період гептархії. Авари та слов'яни утвердилися на Балканах. Центр Аварського каганату лежить у Паннонії. У Моравії утворилася перша слов'янська держава Само.
У Китаї триває правління династії Тан. Індія роздроблена. В Японії триває період Ямато. У Персії править династія Сассанідів. Розпочалося становлення ісламу.
На території лісостепової України в VII столітті виділяють пеньківську й празьку археологічні культури. У VII столітті продовжилося швидке розселення слов'ян. У Північному Причорномор'ї співіснують різні кочові племена, зокрема кутригури, утигури, сармати, булгари, алани, авари, тюрки.

## Події
- Візантійський імператор Іраклій запросив сербів і хорватів оселитися на Балканах.
- 11 січня мусульмани на чолі з Магометом захопили Мекку, а до кінця року підкорили собі весь Аравійський півострів.
- Розпочалися війни між Візантією та арабами.
- У Персії вбито шаха Ардашира III, трон захопив Шарбараз, якого теж убили, потім помер претендент Хосров III, і державу очолила на 16 місяців жінка, донька шаха Хосрова II Борандохт.
- Китай під правлінням династії Тан завдав болючого удару по Тюркському каганату, після чого він розвалився.